# (3913) Chemin
(3913) Chemin (1986 XO2) – planetoida z grupy pasa głównego asteroid okrążająca Słońce w ciągu 3,63 lat w średniej odległości 2,36 j.a. Odkryta 2 grudnia 1986 roku.